# Oxford Yeoman (manzana)
Oxford Yeoman es una variedad cultivar de manzano (Malus domestica).
Variedad de manzana híbrido procedente del cruce Blenheim Orange x Lane's Prince Albert. Criado en 1922 por F.W. Wastie en Eynsham, Oxfordshire Inglaterra. Expuesto en 1942. Las frutas tienen una pulpa blanca y gruesa con un sabor ácido.

## Historia
'Oxford Yeoman' es una variedad de manzana híbrido procedente del cruce como Parental-Madre de Blenheim Orange y que como Parental-Padre el polen procede de Lane's Prince Albert. Criado en 1922 por F.W. Wastie en Eynsham, Oxfordshire Inglaterra (Reino Unido). Recibido por el "National Fruit Trials" (Probatorio Nacional de Fruta) en 1942.
'Oxford Yeoman' se cultiva en la National Fruit Collection con el número de accesión: 1944-036 y Accession name: Oxford Yeoman.

## Características
'Oxford Yeoman' tiene un tiempo de floración que comienza a partir del 2 de mayo con el 10% de floración, para el 8 de mayo tiene una floración completa (80%), y para el 14 de mayo tiene un 90% de caída de pétalos.
'Oxford Yeoman' tiene una talla de fruto grande; forma redondos a redondos aplanados, altura 57.00mm y anchura 76.00mm; con nervaduras débiles; epidermis de piel lisa con color de fondo verde amarillento, importancia del sobre color muy débil, con color del sobre color naranja, con sobre color patrón rayas / manchas presentando mancha de rojo pálido ruborizado a naranja y está marcada con una serie de rayas más oscuras, la piel tiene un nivel medio de grasosidad, "russeting" (pardeamiento áspero superficial que presentan algunas variedades) muy bajo; cáliz pequeño y parcialmente abierto, ubicado en una cuenca ancha y poco profunda; pedúnculo delgado y algo corto, colocado en una cavidad de mediana profundidad y forma de embudo que está con "russeting"; carne de color blanca, de grano grueso. Sabor jugoso y ácido.
Su tiempo de recogida de cosecha se inicia a mediados de octubre. Se conserva bien durante más de tres meses en cámara frigorífica.

## Usos
Hace una muy buena manzana de cocina. Hace una salsa agria.

## Ploidismo
Diploide, auto estéril. Grupo de polinización: C, Día 8.